# Wieleń
Pour les articles homonymes, voir Wieleń (homonymie).
Wieleń (prononciation : [ˈvjɛlɛɲ], en allemand : Filehne) est une ville de Pologne, située dans la voïvodie de Grande-Pologne. Elle est le chef-lieu de la gmina de Wieleń, dans le powiat de Czarnków-Trzcianka.
Elle se situe à 26 kilomètres à l'ouest de Czarnków (siège du powiat) et à 74 kilomètres au nord-ouest de Poznań (capitale régionale).

## Géographie

Plan de la ville.

La ville couvre une superficie de 4,22 km². Située à l'ouest de la voïvodie, on retrouve le Noteć, affluent de la Warta, qui traverse la ville. De nombreuses forêts se trouvent aux abords de Wieleń.

## Histoire
Wieleń a obtenu son statut de ville avant 1348. 

De 1816 à 1920, Filehne fait partie de l'arrondissement de Czarnikau puis à partir de 1887 de l'arrondissement de Filehne dans le district de Bromberg au sein de la province de Posnanie.
De 1975 à 1998, la ville faisait partie du territoire de la voïvodie de Piła. Depuis 1999, elle fait partie du territoire de la voïvodie de Grande-Pologne.

## Monuments

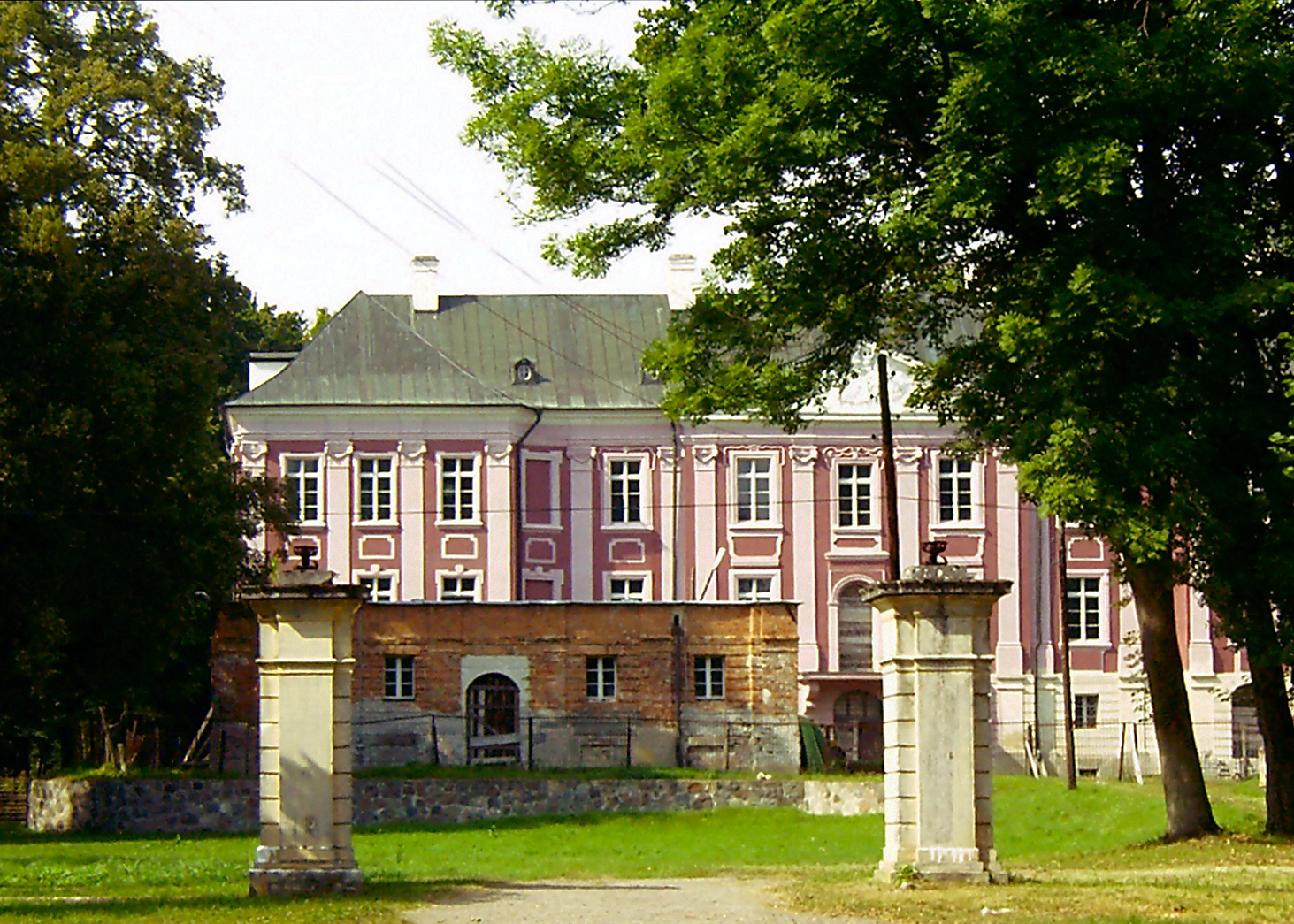
Le palais baroque.

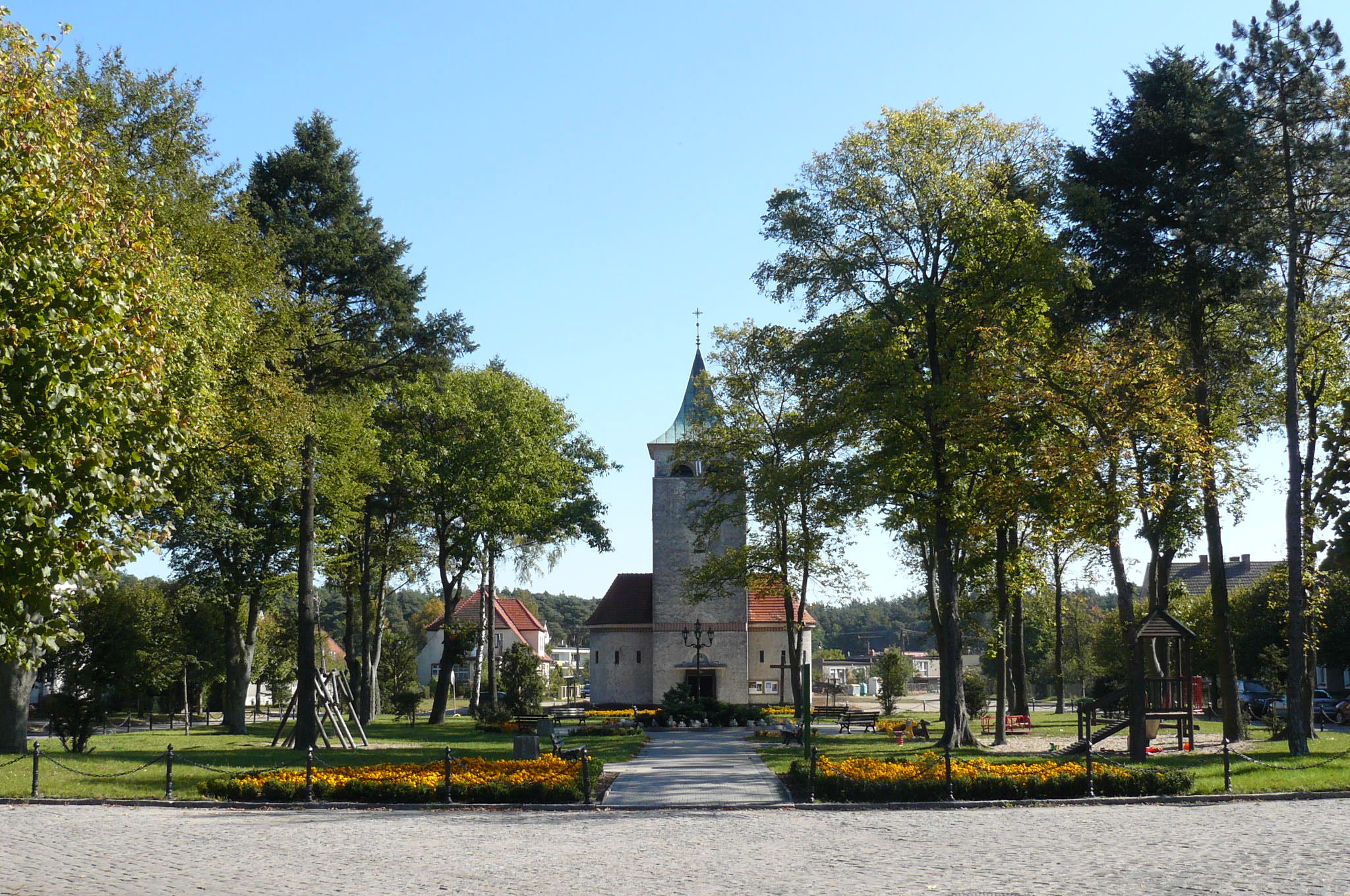
L'église Saint Roch.

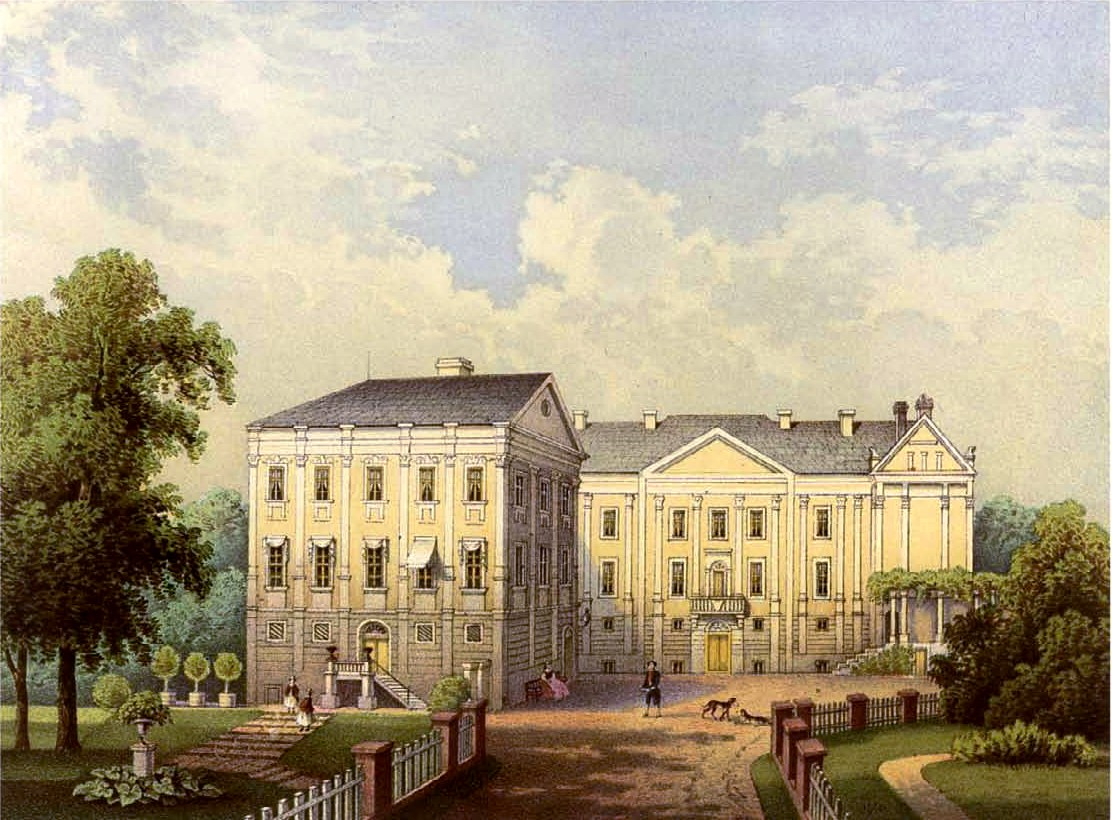
Palais Filehne, 1860, Alexander Duncker

- l'église paroissiale Saint-Michel-Archange, construite au XVIIe siècle ;
- l'église paroissiale Saint Roch, construite en 1932 ;
- palais baroque du XVIIIe siècle ;
- Tour Bismarck, construite en 1902.

## Voies de communications
Les routes voïvodales 135 (de), 174 (de) (qui relie Drezdenko à Czarnków), 177 (de) (qui relie Wieleń à Człopa) et 181 (de) (qui relie Drezdenko à Czarnków) passent par la ville.